# Венский городской парк
Венский городской парк (нем. Wiener Stadtpark) - зелёная парковая зона для отдыха и прогулок в центре Вены, во Внутреннем Городе площадью в 65 тысяч кв. м. Расположен на территории между 1-м городским округом Вены и её 3-м городским округом (Ландштрассе). Через городской парк проходит линия венского метро (станция Stadtpark линии U4). 

## История
Создание городского парка в центре Вены было инициировано венским бургомистром Андреасом Зелинкой после сноса венской городской стены и проведения реконструкции в районе Рингштрассе — на территории 1-го городского округа. В сентябре 1860 года Фонд развития города Вены (Wiener Stadterweiterungsfond) передаёт под создание городского парка безвозмездно 94 тысячи кв. метров территории, в 1861 году к ним добавляются её 51 тысяча кв. метров на правом берегу реки Вена. На работы по созданию Городского парка в 1862 году на левом берегу Вены было затрачено около 180 тысяч гульденов (в пересчёте сумма составляет около 1,6 миллионов евро). Планировка парка соответствовала требованиям разбивки городского сада в английском стиле и была разработана художником и ландшафтным дизайнером Йозефом Селлени, и затем скорректирована главным городским садовником Вены Рудольфом Зибеком. Значительная часть парка была уже в августе 1862 года, без проведения официальных торжеств, доступна для посещений публики. В то же время в северной части парка, в которой находился выстроенный там «Парк-салон» с кафетерием, рассчитанным на 300 посетителей, 21 августа 1862 года прошла церемония открытия всего этого комплекса.
В 1863 году на правом берегу реки Вена был создан «Детский парк» с площадками для игр, аттракционами и занятий спортом. С 1867—1868 года и затем каждую зиму находящийся здесь пруд превращается в каток. Так как многие любители конькобежного спорта могли приходить сюда лишь вечером, в 1870 году в парке проводится электрическое освещение. В 1903—1907 годы в Вене проводятся работы под руководством архитекторов Фридриха Омана и Йозефа Хакхофера по реконструкции сооружений по берегам реки Вена и их обустройству, затронувших также и район Городского парка. В нём в рамках этого проекта строятся новые павильоны, порталы, спуски к реке и лестницы, ставшие достопримечательностями парка. Через протекающую по территории парка речку переброшены два моста, соединяющие его юго-восточную и северо-западную части.

## Достопримечательности

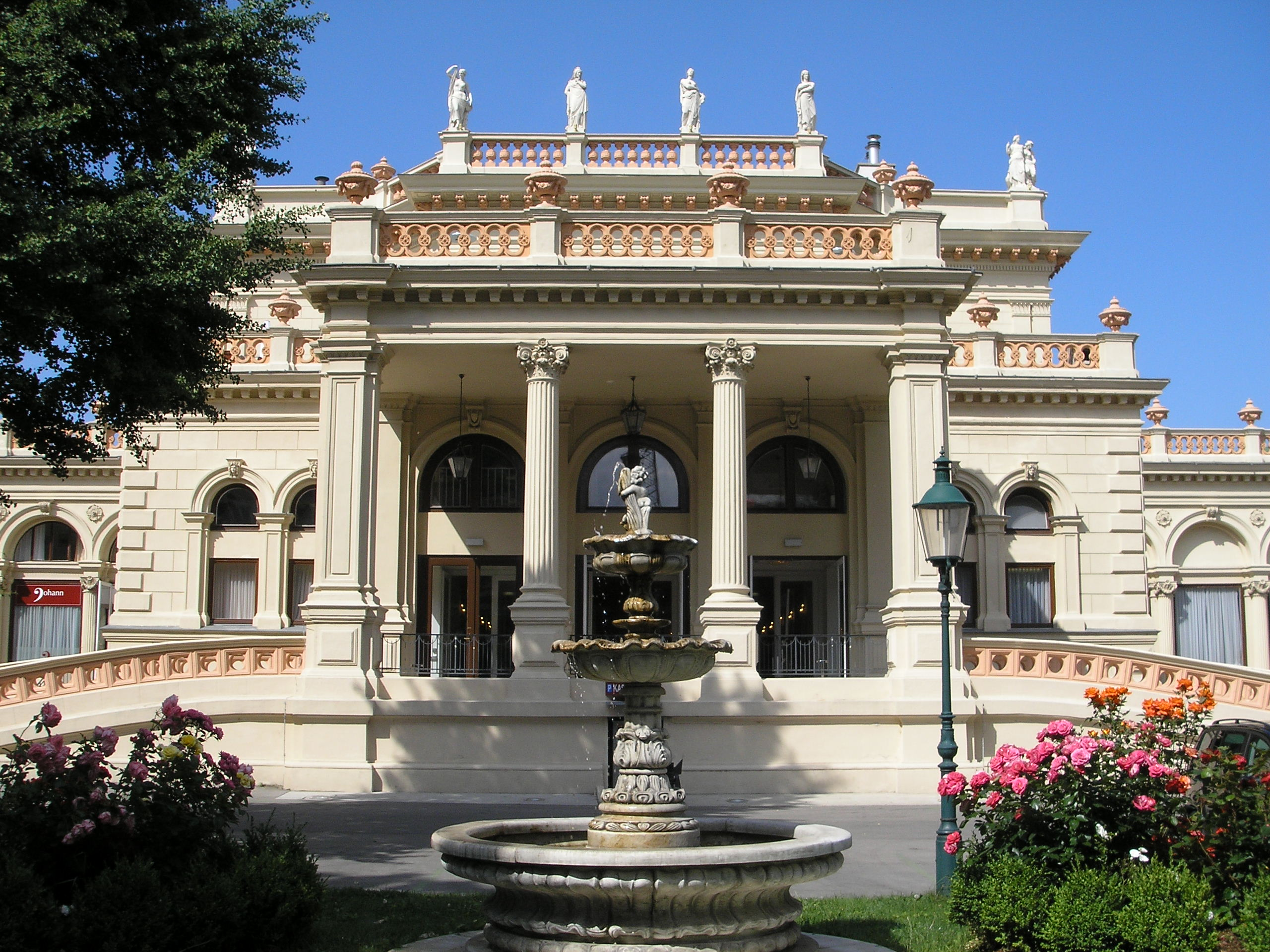
Оздоровительный салон Хюбнер

Одной из главных достопримечательностей городского парка является курсалон Хюбнера, построенный по проекту архитектора Иоганна Гарбена в 1865-1867 годах и открытый для посещений в мае 1867 года. Здесь публике предлагались как прохладительные напитки, так и различные минеральные воды для лечебных целей. Построенное в стиле итальянского Ренессанса здание с широкой террасой, обращённой в сторону парка, во второй половине XIX столетия использовалось для танцевальных вечеров, проведения концертов, карнавалов и подобных увеселительных мероприятий. Здесь часто бывали братья Штраус. В настоящее время, после реставрационных работ, в нём по-прежнему проводятся балы, праздничные мероприятия и конгрессы. В здании также находятся ресторан и кафе. 
Среди прочих достопримечательностей парка следует указать большое количество памятников, посвящённых знаменитым деятелям культуры, жившим в разное время в Вене. Одним из самых известных среди них и наиболее посещаемых является монумент композитору Иоганну Штраусу-младшему, созданный скульптором Эдмундом фон Хельмером и представляющим собой позолоченную статую Иоганна Штрауса в мраморном обрамлении. Этот памятник был открыт 26 июня 1921 года. Кроме него в парке находятся скульптуры Франца Шуберта, Антона Брукнера, Франца Легара, Роберта Штольца, Ганса Макарта, Себастьяна Кнайпа и других. По количеству установленных здесь скульптур Городской парк опережает другие парки Вены. 
На территории парка находятся шесть фонтанов и источников. В «Детском парке», среди других устроен лечебный источник Кнейпа. Парковая растительность подобрана так, чтобы территория парковой зоны круглый год оставалась зелёной и цветущей. Здесь высажены также растения, находящиеся под охраной, например гинкго, тополь пирамидальный, лапина ясенелистная и др.

С 2008 года ежегодно в начале мая в Городском парке проводятся фестиваль гурманов, во время которого здесь работают порядка 170 лавочек и палаток из всех девяти земель Австрии и представляющих различные блюда национальной кухни. Организуется этот фестиваль властями города Вена и обществом «Кулинарное наследие Австрии» (Kulinarisches Erbe Österreich). 

## Галерея

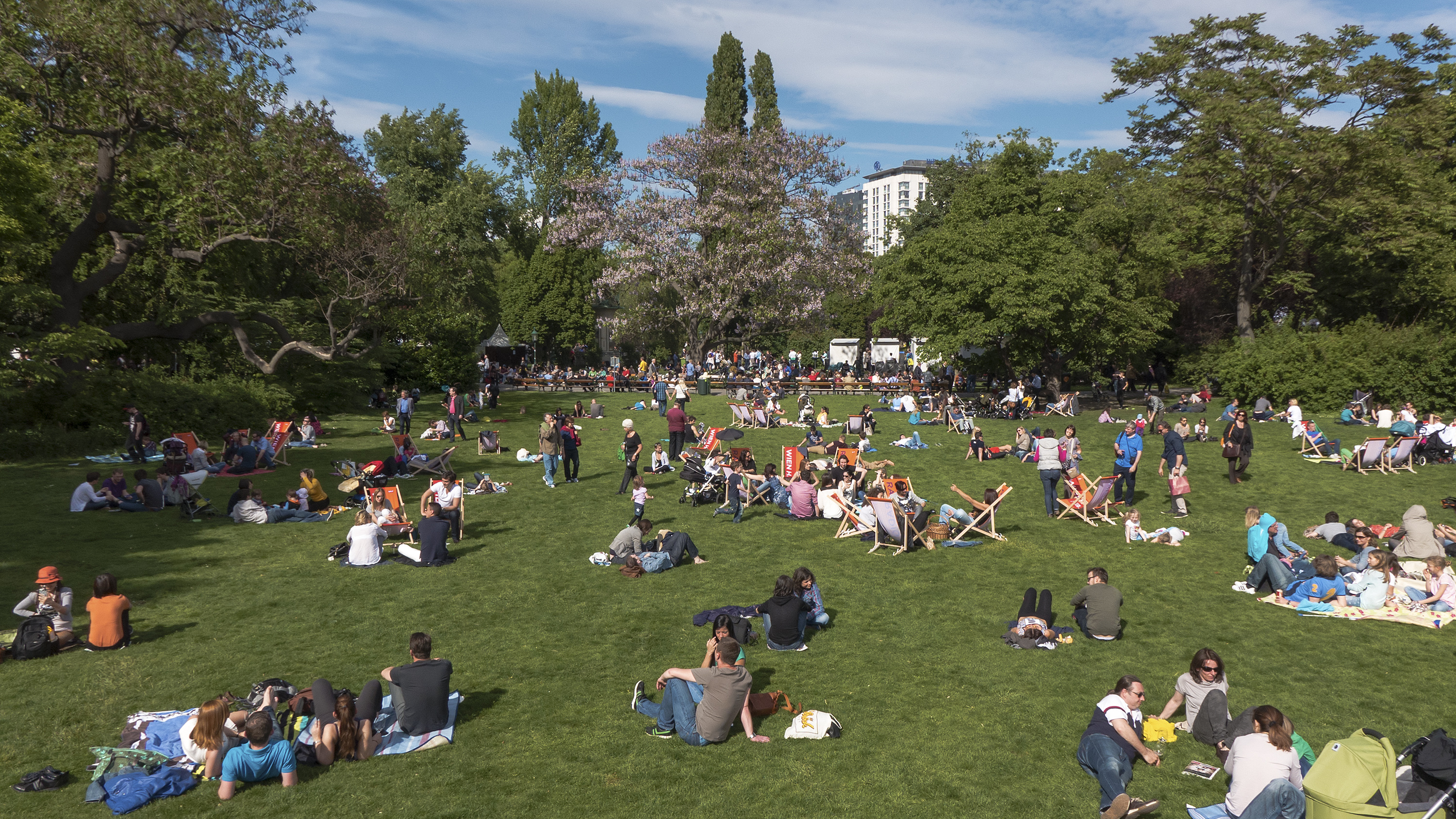
Городской парк в выходные дни
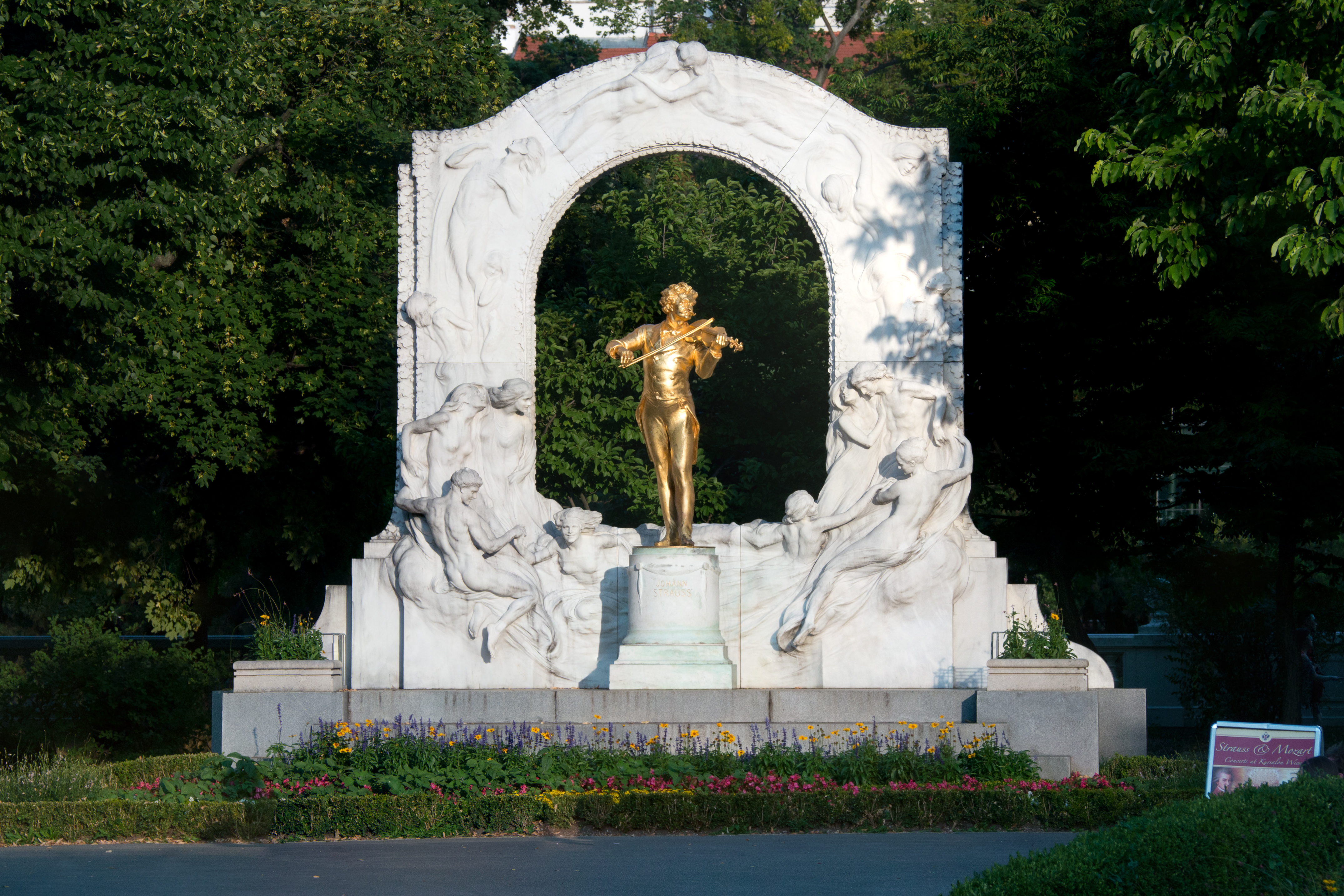
Иоганн Штраус-младший
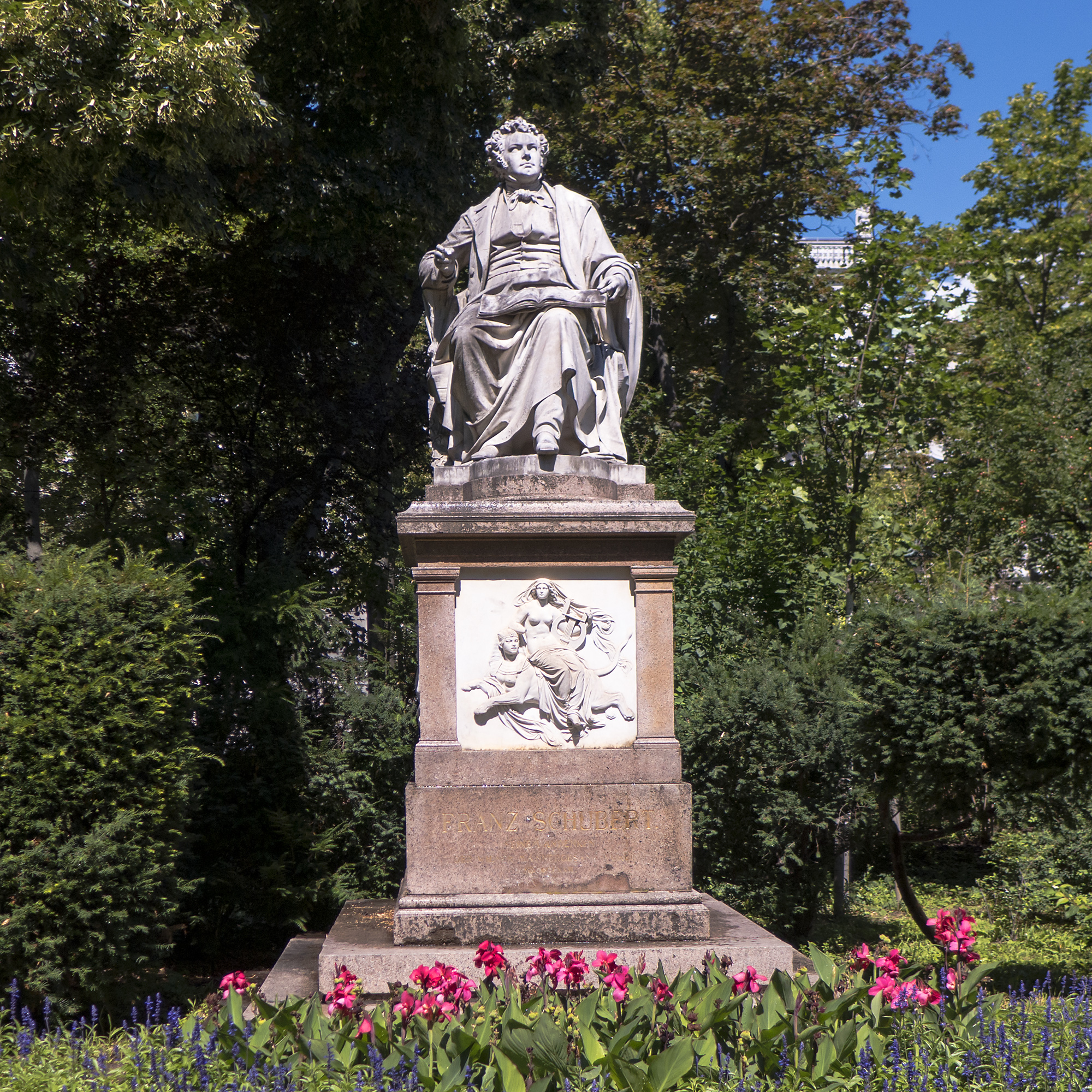
Франц Шуберт
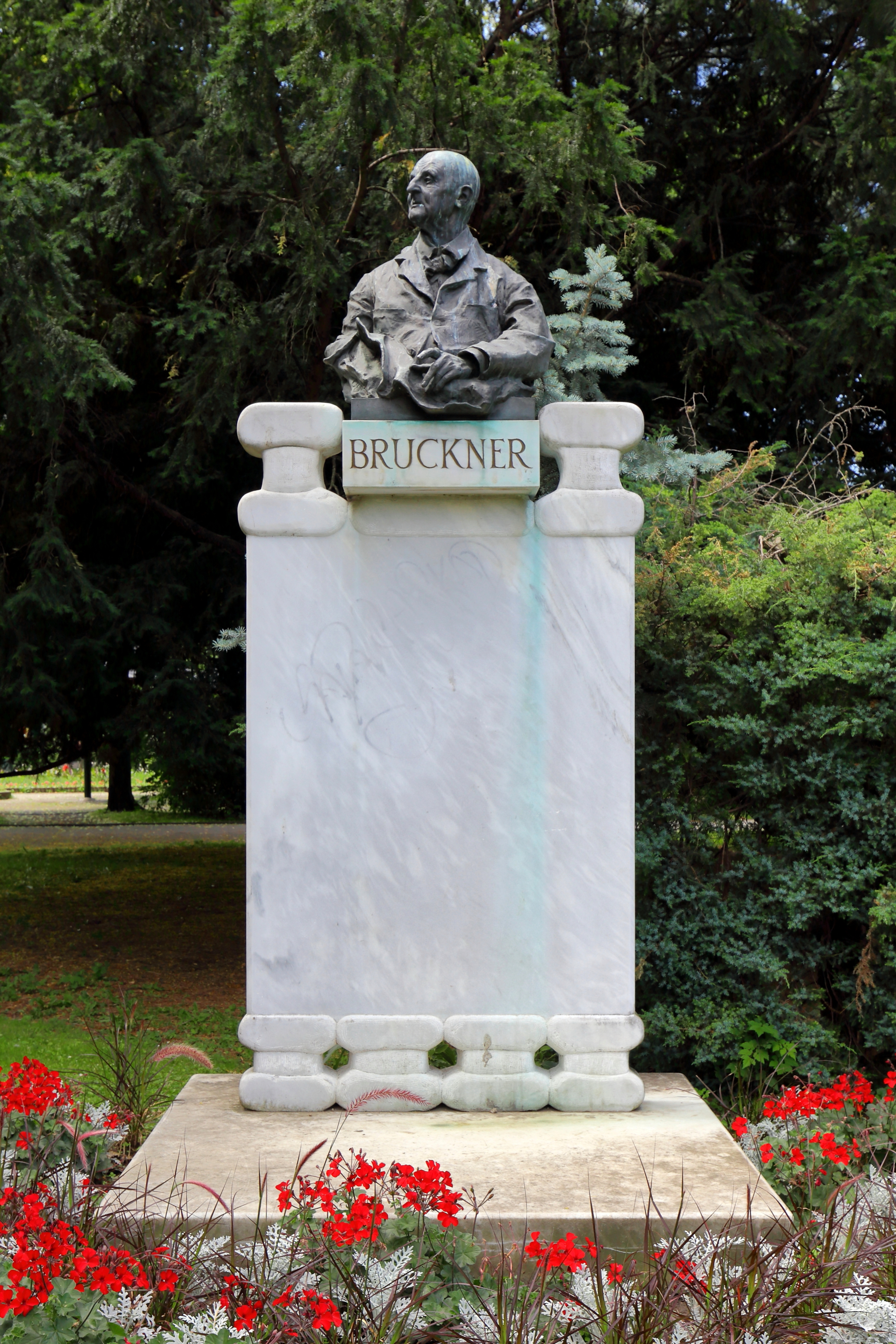
Антон Брукнер
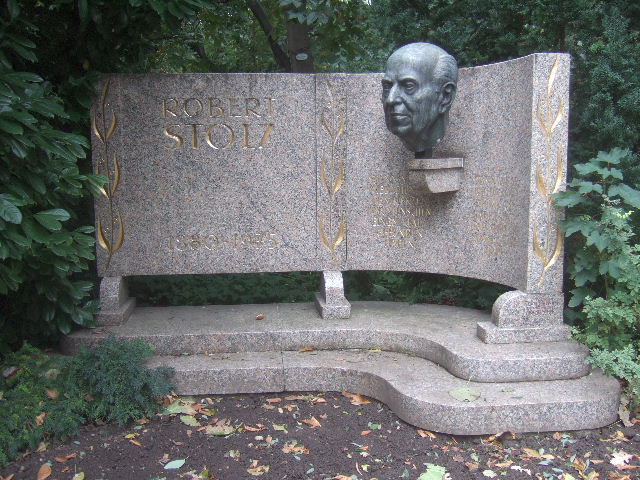
Роберт Штольц
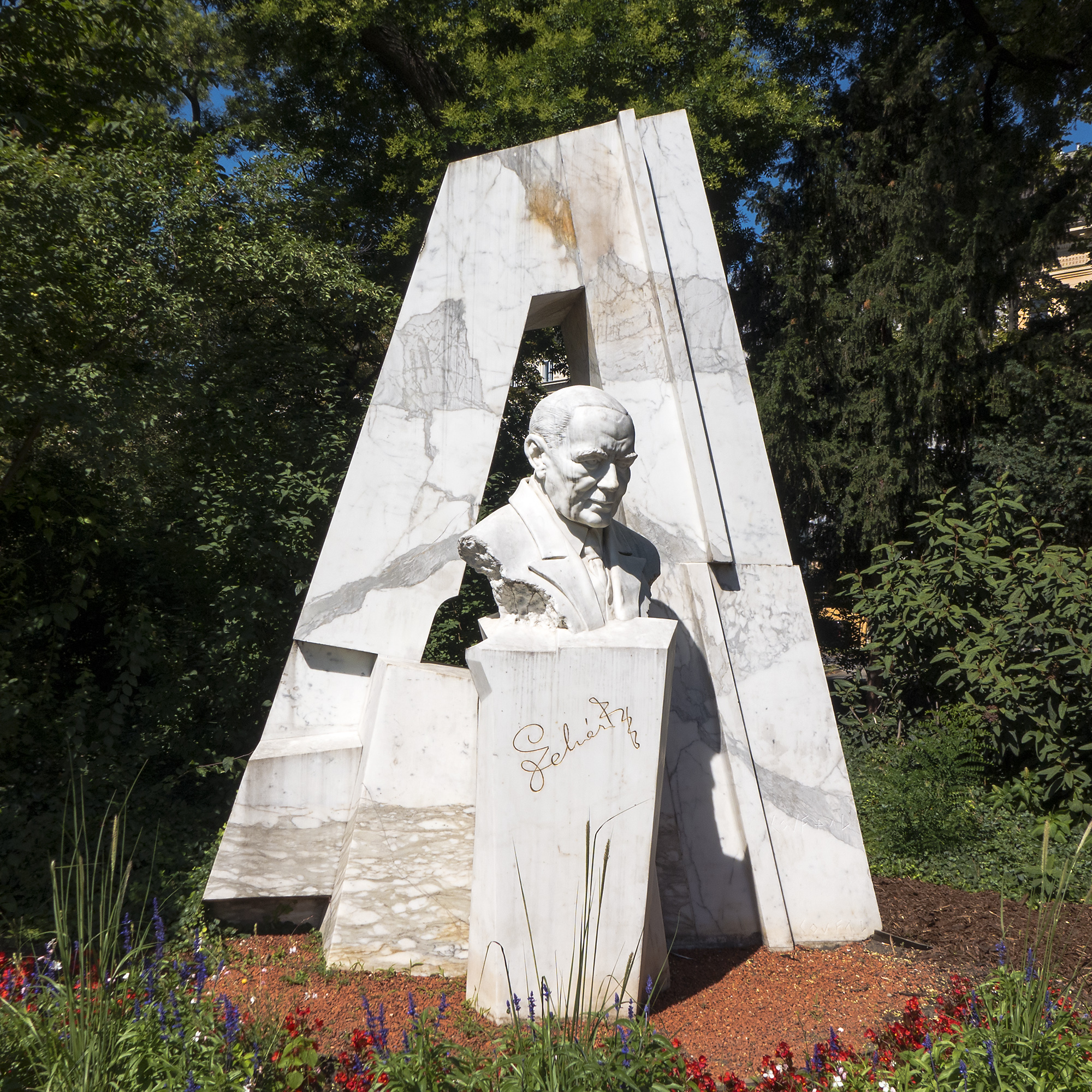
Франц Легар
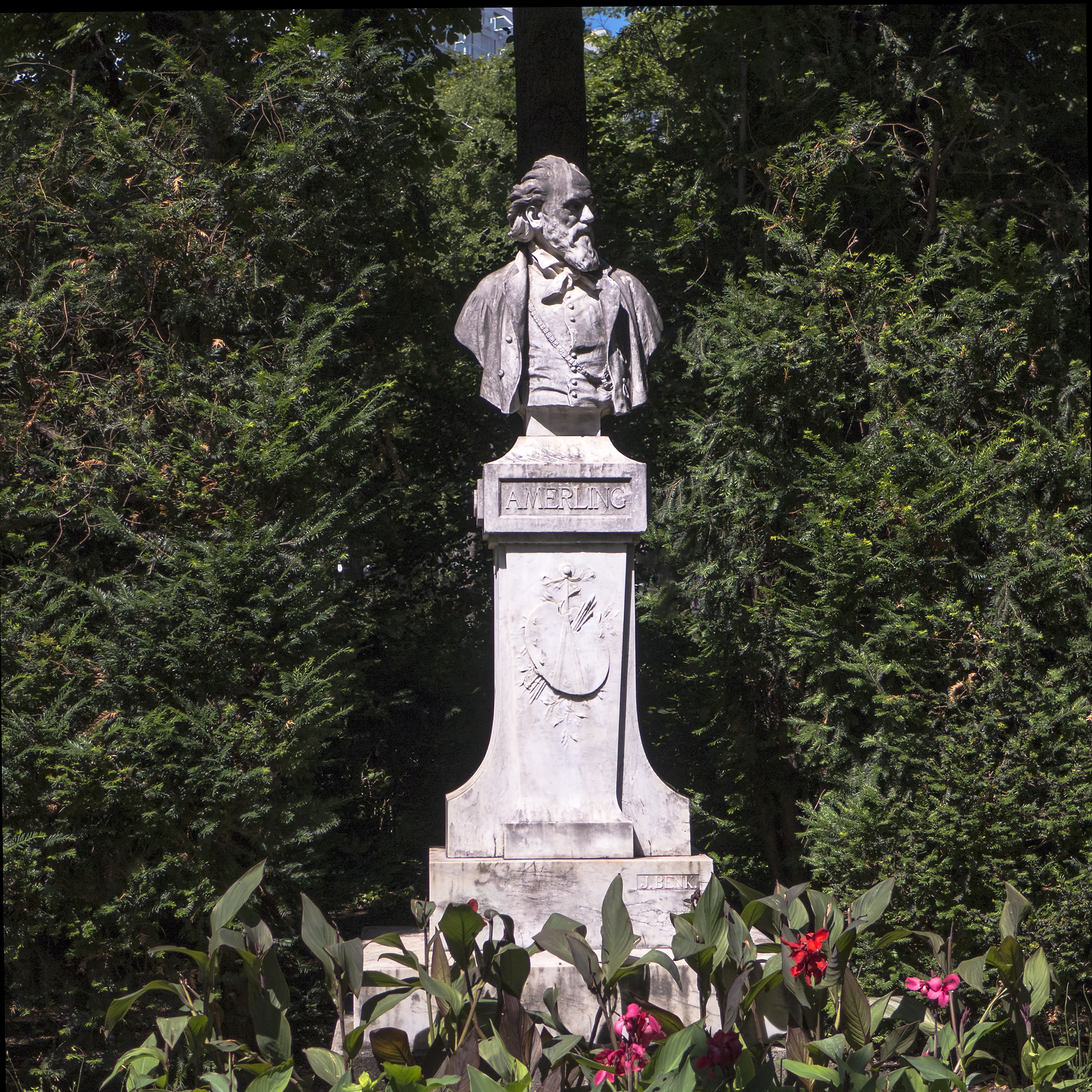
Фридрих фон Амерлинг
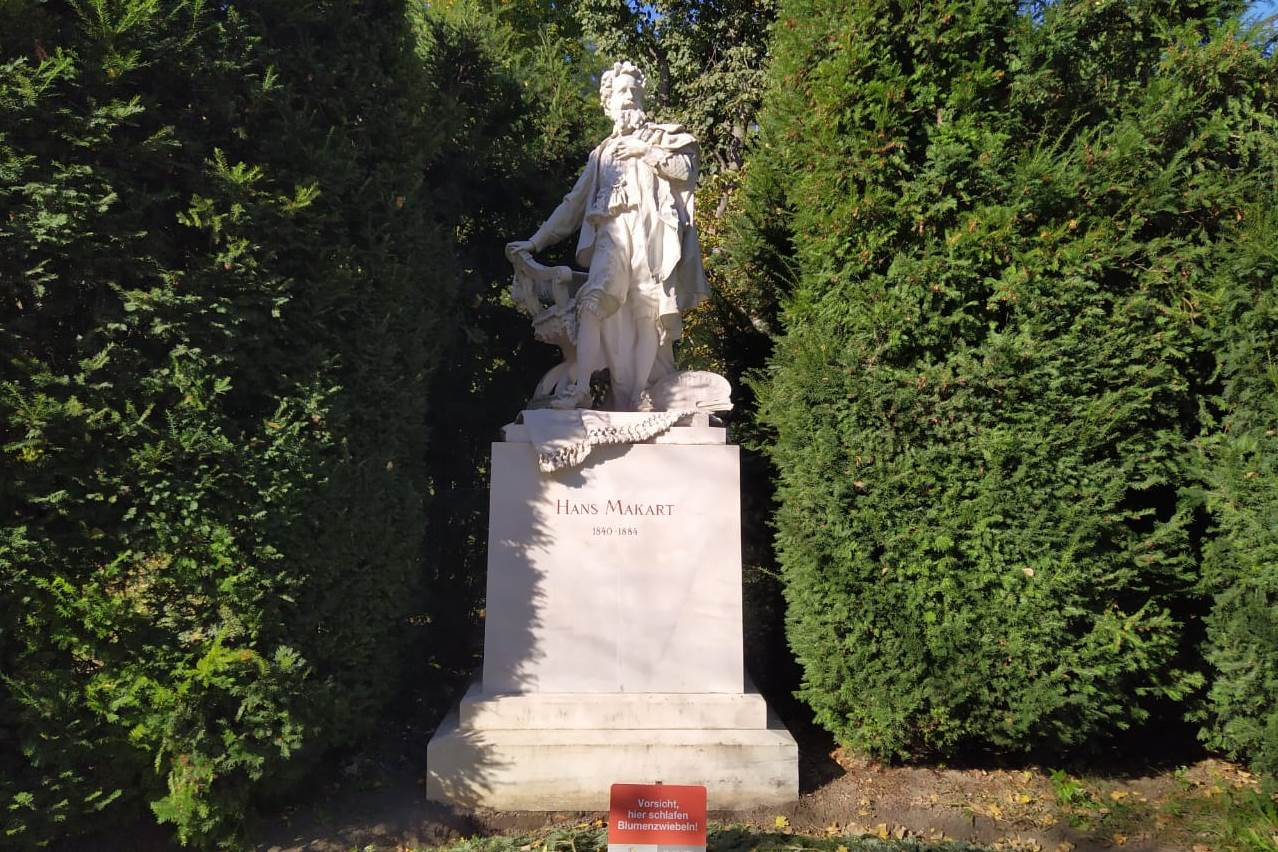
Ганс Макарт